# Fernando Mendes (futebolista)
Fernando Mendes (Seia, Torroselo, 15 de junho de 1937 – Lisboa, 31 de março de 2016) foi um jogador e treinador de futebol português. Como capitão da equipa do Sporting foi ele que ergueu, em 1964, a única Taça das Taças conquistada por uma equipa portuguesa.

## Biografia
Fernando Mamede Mendes nasceu em Torrozelo, no concelho de Seia em 15 de Junho de 1937.
No Sporting Clube de Portugal, jogou como médio ofensivo mais de uma década (1956/1957 até 1967/1968), participando em 225 jogos e vencendo vários títulos, destacando-se 3 campeonatos nacionais (57/58, 61/62 e 65/66), 1 Taça de Portugal (62/63) e a Taça das Taças.
Como jogador representou ainda o Atlético.
Representou Seleção Nacional em 21 ocasiões.
Lesionado, Fernando Mendes não chegaria a jogar no Mundial de 1966, na Inglaterra mas fez parte comitiva dos Magriços.
As ligações Sporting continuara como treinador, liderando os leões ao título nacional na temporada 1979/1980.
Como treinador passou ainda pelo Lusitânia de Lourosa, Vianense, Marítimo, Belenenses (onde foi campeão da 2.ª Liga), Farense e Trofense, liderando ainda a equipa do Sporting que venceu o campeonato nacional de juniores 1992/1993.
Passou ainda pelo banco da equipa principal do Sporting, na época 2000/2001, substituindo Augusto Inácio por 7 jogos até à chegada de Manuel Fernandes.
Fernando Mendes morreu com 78 anos, em 31 de março de 2016 em Lisboa, em vítima de doença prolongada.